# Shihomi Shinya
Shihomi Shinya (Japans: 新谷 志保美, Shinya Shihomi) (Miyada (Prefectuur Nagano), 10 augustus 1979) is een Japans langebaanschaatsster. Ze is gespecialiseerd in de sprintafstanden (500 en 1000 meter).
Tijdens haar eerste optreden op een WK Sprint (in 2003) eindigde Shinya op de derde plaats .De daaropvolgende jaren evenaarde ze deze prestatie niet weer, in 2004 werd ze achtste, in 2005 dertiende en in 2006 deed ze niet mee. Ook wist ze zich niet te plaatsen voor de Olympische Winterspelen van Turijn. Op het WK Sprint van 2007 was ze wel weer deelnemer en werd vierde in het eindklassement.

## Persoonlijke records
| Afstand    | Tijd    | Datum            | Baan           |
| ---------- | ------- | ---------------- | -------------- |
| 500 meter  | 37,84   | 2 maart 2007     | Calgary        |
| 1000 meter | 1.15,51 | 11 maart 2007    | Salt Lake City |
| 1500 meter | 2.00,33 | 12 augustus 2007 | Calgary        |
| 3000 meter | 4.15,62 | 13 augustus 2007 | Calgary        |

## Resultaten
| Jaar | WK Sprint | WK Afstanden      | Olympische Spelen |
| ---- | --------- | ----------------- | ----------------- |
| 2003 | Brons     | 5e 500m 12e 1000m |                   |
| 2004 | 8e        | 6e 500m           |                   |
| 2005 | 13e       | 19e 1000m         |                   |
| 2006 |           |                   |                   |
| 2007 | 4e        | 6e 500m 10e 1000m |                   |
| 2008 | 16e       | 21e 1000m         |                   |
| 2009 | 8e        | 19e 1000m         |                   |
| 2010 | 10e       |                   | 14e 500m          |